# Amphipyra inornata
Amphipyra inornata là một loài bướm đêm trong họ Noctuidae.